# قباذ بن فيروز
قباذ بن فيروز أو قباد بن فيروز أو كواذ بن فيروز أو قَبَادُ الأَوَّلُ أو قُبَاذُ الأَوَّلُ من أعظم الملوك الساسانيين. حيث دامت مدة ملكه ثلاثا وأربعين سنة (488-531م) بدأها بمحاربة الخزر فهزمهم ثم شغل بمحاربة الهياطلة عشر سنين (503-513م) حتى خضع شوكتهم فلم يخش الإيرانيون شرهم من بعد. وحارب الروم مرتين. الأولى استمرّت سنتين (503-505 م). والثانية سبع سنوات (524-531 م) ولم يوقفها إلا موت قباد. وكانت الحرب بين الفريقين سجالا. وكان بين الفرس والصين سفارات في عهد قباد حفظ التاريخ الصيني أخبارها. وسيرة قباد في مزدك معروفة وميله إلى هذا المذهب على علاته يشهد بما في نفسه من حب المواساة بين الناس. وتنسب الروايات إلى قباد عمارة مدائن كثيرة. منها حلوان وأرجان وقباد خرة وبهقباد، ولكن يظهر أنه لم ينشئ هذه المدن كلها بل سمى بعض المدن القديمة بأسماء جديدة.